# خاميلينا
بلدية خاميلينا (بالإسبانية: Jamilena) هي بلدية تقع في مقاطعة خاين التابعة لمنطقة أندلوسيا جنوب إسبانيا.

## الديموغرافيا
بلغ عدد سكان بلدية خاميلينا 3.494 نسمة عام 2011 (وفقاً للمعهد الوطني للإحصاء الإسباني).
| 3.306 | 3.327 | 3.351 | 3.429 | 3.501 | 3.485 | 3.494 |